# Hengdang állomás
Hengdang (Haengdang) állomás metróállomás a szöuli metró 5-ös vonalán, Szongdong-ku (Seongdong-gu) kerületben.

## Viszonylatok
| 5-ös vonal                                  | 5-ös vonal | 5-ös vonal                                                                   |
| ------------------------------------------- | ---------- | ---------------------------------------------------------------------------- |
| Singumho (Singeumho) Panghva (Banghwa) felé | fő vonal   | Vangsimni (Wangsimni) Szangil-tong (Sangil-dong) vagy Macshon (Macheon) felé |